# Benazir Buto
Benazir Buto (Urdu: بینظیر بھٹو), pakistanska političarka, * 21. junij 1953, Larkana, Pakistan, † 27. december 2007, Ravalpindi (atentat).
Benazir Buto je bila prva ženska, ki je vodila muslimansko državo, in sicer je bila dvakrat izvoljena za pakistansko premierko: prvič leta 1988, a so jo po 20 mesecih po zahtevi takratnega predsednika Gulama Išaka Kana odstavili, in drugič leta 1993 ter ji leta 1996 znova odvzeli to funkcijo, tokrat zaradi predsednika Legharija.
Leta 1998 je Butova odšla v izgnanstvo v Dubaj ter tam ostala do svoje vrnitve v Pakistan 18. oktobra 2007. V domovino se je vrnila, ko sta s predsednikom Mušarafom dosegla dogovor o pomilostitvi in preklicu vseh njegovih korupcijskih ukazov.
Butova je bila najstarejša hči bivšega premierja Zulfikara Alija Buta  sindskega porekla in Nusrat Buto, Pakistanke z iransko-kurdskim pokolenjem.
27. decembra 2007 je bila Butova umorjena v samomorilskem napadu v Ravalpindiju med predvolilnim shodom.
Njen mož, Asif Ali Zardari, je pozneje postal predsednik Pakistana.